# Hooray! Hooray! It's a Holi-Holiday
"Hooray! Hooray! It's a Holi-Holiday" is een nummer van de Duits-Caraïbische groep Boney M.. Het verscheen op 26 maart 1979 als single.

## Achtergrond
"Hooray! Hooray! It's a Holi-Holiday" is geschreven door manager Frank Farian en Fred Jay en geproduceerd door Farian. De melodie van het nummer is gebaseerd op dat van het traditionele kinderliedje "Polly Wolly Doodle" dat in 1935 uitgevoerd werd door Shirley Temple. Het is, net als de B-kant "Ribbons of Blue", afkomstig uit de film Disco Fieber. Hoewel de single het volgende Boney M.-album Oceans of Fantasy aankondigde, kwam deze niet op het album terecht.
"Hooray! Hooray! It's a Holi-Holiday" bereikte de vierde plaats in Duitsland, het thuisland van Boney M., en doorbrak hiermee een reeks van zeven opeenvolgende nummer 1-hits. Het kwam wel op de hoogste positie in de hitlijsten in de Top 40 en de Nationale Hitparade in Nederland en een voorloper van de Ultratop 50 in Vlaanderen. In onder meer Argentinië, Australië, Ierland, Nieuw-Zeeland, Noorwegen, Oostenrijk, het Verenigd Koninkrijk en Zwitserland kwam het in de top 10 terecht.
In 1999 werd een remix van het nummer uitgebracht onder de titel "Hooray! Hooray! (Caribbean Night Fever)". Deze mix verscheen op het album 20th Century Hits en werd uitgebracht als single. Het behaalde enkel de hitlijsten in Duitsland en Zwitserland, waar het respectievelijk tot de posities 79 en 80 kwam. Een cover van The Cheeky Girls met de titel "(Hooray Hooray) It's a Cheeky Holiday" kwam in 2003 tot de derde plaats in de UK Singles Chart.

## Hitnoteringen

### Nederlandse Top 40
| Hitnotering: 07-04-1979 t/m 16-06-1979 | Hitnotering: 07-04-1979 t/m 16-06-1979 | Hitnotering: 07-04-1979 t/m 16-06-1979 | Hitnotering: 07-04-1979 t/m 16-06-1979 | Hitnotering: 07-04-1979 t/m 16-06-1979 | Hitnotering: 07-04-1979 t/m 16-06-1979 | Hitnotering: 07-04-1979 t/m 16-06-1979 | Hitnotering: 07-04-1979 t/m 16-06-1979 | Hitnotering: 07-04-1979 t/m 16-06-1979 | Hitnotering: 07-04-1979 t/m 16-06-1979 | Hitnotering: 07-04-1979 t/m 16-06-1979 | Hitnotering: 07-04-1979 t/m 16-06-1979 | Hitnotering: 07-04-1979 t/m 16-06-1979 |
| Week                                   | 1                                      | 2                                      | 3                                      | 4                                      | 5                                      | 6                                      | 7                                      | 8                                      | 9                                      | 10                                     | 11                                     |                                        |
| -------------------------------------- | -------------------------------------- | -------------------------------------- | -------------------------------------- | -------------------------------------- | -------------------------------------- | -------------------------------------- | -------------------------------------- | -------------------------------------- | -------------------------------------- | -------------------------------------- | -------------------------------------- | -------------------------------------- |
| Nummer                                 | 25                                     | 7                                      | 5                                      | 1                                      | 1                                      | 1                                      | 2                                      | 6                                      | 9                                      | 17                                     | 30                                     | uit                                    |

### Nationale Hitparade
| Hitnotering: 14-04-1979 t/m 07-07-1979 | Hitnotering: 14-04-1979 t/m 07-07-1979 | Hitnotering: 14-04-1979 t/m 07-07-1979 | Hitnotering: 14-04-1979 t/m 07-07-1979 | Hitnotering: 14-04-1979 t/m 07-07-1979 | Hitnotering: 14-04-1979 t/m 07-07-1979 | Hitnotering: 14-04-1979 t/m 07-07-1979 | Hitnotering: 14-04-1979 t/m 07-07-1979 | Hitnotering: 14-04-1979 t/m 07-07-1979 | Hitnotering: 14-04-1979 t/m 07-07-1979 | Hitnotering: 14-04-1979 t/m 07-07-1979 | Hitnotering: 14-04-1979 t/m 07-07-1979 | Hitnotering: 14-04-1979 t/m 07-07-1979 | Hitnotering: 14-04-1979 t/m 07-07-1979 | Hitnotering: 14-04-1979 t/m 07-07-1979 |
| Week                                   | 1                                      | 2                                      | 3                                      | 4                                      | 5                                      | 6                                      | 7                                      | 8                                      | 9                                      | 10                                     | 11                                     | 12                                     | 13                                     |                                        |
| -------------------------------------- | -------------------------------------- | -------------------------------------- | -------------------------------------- | -------------------------------------- | -------------------------------------- | -------------------------------------- | -------------------------------------- | -------------------------------------- | -------------------------------------- | -------------------------------------- | -------------------------------------- | -------------------------------------- | -------------------------------------- | -------------------------------------- |
| Nummer                                 | 8                                      | 1                                      | 1                                      | 1                                      | 3                                      | 2                                      | 4                                      | 9                                      | 15                                     | 15                                     | 25                                     | 33                                     | 50                                     | uit                                    |